# Жуан Брас де Авіс
Жуан Брас де Авіс (порт. João Braz de Aviz); 24 квітня 1947, Мафра, Бразилія) — бразильський кардинал, архієпископ Бразиліа з 28 січня 2004 по 4 січня 2011, префект Конгрегації інститутів посвяченого життя і товариств апостольського життя з 4 січня 2011 року.

## Біографічні відомості
Навчався в Малій семінарії святого Пія X в Ассісі, Сан-Паулу, якою керували священики Папського інституту закордонних місій. По її закінченні вступив у Вищу духовну семінарію Цариці Апостолів у Куритибі, де вивчав філософію, а пізніше був направлений у Рим на навчання в Папському Григоріанському університеті, де він навчався з 1967 по 1972 рік і отримав ліценціат з богослов'я). У 1989—1992 роках навчався в Папському Латеранському університеті, де здобув докторат в галузі догматичного богослов'я.
Жуан Брас де Авіс був висвячений на священика 26 листопада 1972 року в кафедральному соборі Апукарани. Після рукоположення з 1972 по 1984 рік виконував душпастирське служіння в кількох парафіях Апукарани, а також був духівником семінарії Іпіранги. У 1984—1985 роках був ректором духовної семінарії Апукарани, а в 1986—1988 — ректором семінарії в Лондрині. Після повернення з докторських студій був парохом парафії кафедрального собору в Апукарані, а також професором догматичного богослов'я в теологічному інституті Павла VI в Лондрині. Він був також членом пресвітерської ради, колегії єпархіальних радників і генеральним координатором єпархіального душпастирства Апукарани.
6 квітня 1994 року Папа Римський Іван-Павло II призначив Жуана Браса де Авіса титулярним єпископом Фленуклети і єпископом-помічником архідієцезії Віторії. Єпископська хіротонія відбулася 31 травня того ж року в кафедральному соборі Апукарани. 12 серпня 1998 року призначений правлячим єпископом Понта-Гросси, 17 липня 2002 року — архієпископом Маринги, а 28 січня 2004 року — архієпископом Бразиліа.
4 січня 2011 року Папа Бенедикт XVI призначив архієпископа Жуана Браса де Авіса префектом Конгрегації інститутів посвяченого життя і товариств апостольського життя.
На консисторії, що відбулася 18 лютого 2012 року, архієпископ Жуан Брас де Авіс був зведений в сан кардинала-диякона з дияконством Сант-Елена фуорі Порта-Пренестіна.
21 квітня 2012 року кардинал Жуан Брас де Авіс був призначений членом Конгрегації в справах духовенства, Конгрегації в справах католицької освіти і Папського комітету в справах міжнародних євхаристійних конгресів.